# منتخب فيجي لكرة السلة
منتخب فيجي لكرة السلة (بالإنجليزية: Fiji national basketball team) هو ممثل فيجي الرسمي في المنافسات الدولية في كرة السلة
. تأسس في 1979.